# ستافروس ليفانوس
ستافروس ليفانوس (باليونانية: Σταύρος Λιβανός)‏ رجل أعمال يوناني (1891 - 1963) هو مؤسس شركة ليفانوس للشحن، وكان مالكًا لعدد من سفن الشحن اليونانية، كما كان منافسًا للمليارديرات اليونانيين، وهو حمو كل من المليونير اليوناني ستافروس نياركوس وقطب الشحن أرسطو أوناسيس.

## حياته
ولد ستافروس ليفانوس في جزيرة خيوس عام 1891 لأسرة من البحارة، ويعد بحار من الجيل الثالث، وهو الابن الثالث من أربعة أبناء لمالك السفينة البخارية جورج ليفانوس.
تمكن ليفانوس من استغلال أحداث الحرب العالمية الأولى ليفرض سيطرته على عالم البحار، حتى أثناء هبوط طفرة الشحن في فترة ما بعد الحرب، تمكن من البقاء في القمة من خلال الاستثمار في النقد بدلاً من الائتمان، فكان حريصًا جدًا على أمواله، وهذا ما أكده ستافروس نياركوس، مؤكداً أيضَا على سمعته العالية في الاستثمار النقدي في سفنه.
بعد الحرب العالمية الثانية أضحى ستافروس ليفانوس أحد اقطاب النقل البحري اليوناني، وأصبحت اقامته بين اليونان وبريطانيا. وكان لعائلته منزل فخم على ساحل خيوس تعرف باسم بيلا فيستا.

### عائلته
- ابنته آثينا ليفانوس هي الزوجة الأولى للمليونير اليوناني أرسطو أوناسيس.
- حفيدته أثينا أوناسيس روسيل وريثة وسليلة أرسطو أوناسيس .